# Ambroise Guellec
Ambroise Guellec, né le 26 mars 1941 à Peumerit (Finistère), est un homme politique français. Député du Finistère de 1988 à 1997, député européen de 2004 à 2009, il est secrétaire d'État à la Mer de 1986 à 1988.

## Biographie

### Situation personnelle
Ambroise Guellec naît le 26 mars 1941 à Peumerit. Il est élevé en breton et n'apprend le français qu'une fois à l'école. Ingénieur du génie rural, des eaux et des forêts, il est diplômé de l'Institut national agronomique Paris-Grignon. Haut-fonctionnaire, il est notamment sous-directeur de la modernisation et de l'équipement des exploitations au Ministère de l'Agriculture de 1979 à 1982. Il est par la suite chargé de mission à la mission régionale des Pays de la Loire.

### Parcours politique

#### Implantation politique dans le Finistère
Ambroise Guellec est élu maire de Pouldreuzic en 1979, puis conseiller général du canton de Plogastel-Saint-Germain en 1982. Il le restera jusque 1992 et son élection au Conseil régional de Bretagne. Membre de l'UDF, il figure en quatrième position sur la liste UDF-RPR lors des élections législatives de 1986, mais n'est pas élu.
Il fonde en 1986 l'association de promotion du pays Bigouden, qu'il préside jusque 2003, afin de développer l'aménagement touristique de la région. Il est président de la communauté de communes du Haut Pays Bigouden jusque 2003.

#### Secrétaire d'État à la Mer
Spécialiste des questions de pêche (plus de la moitié de la capacité de pêche du Finistère est alors concentrée à faible distance de Pouldreuzic), proche de Pierre Méhaignerie, il est nommé secrétaire d'État à la Mer du gouvernement Jacques Chirac en 1986. Il est néanmoins dépouillé d'une partie de ses attributions puisque la construction navale est alors rattachée au Ministère de l'Industrie.
Il doit notamment gérer les dossiers du déficit de l'Établissement national des invalides de la marine, de la privatisation de la Compagnie générale maritime et de la compétitivité de la flotte de commerce. Il lance une série de mesures fiscales et juridiques pour faveur de la marine marchande. En mai 1986, il prend la décision d'arrêter la construction du phare géant d'Ouessant.
Il est remplacé à ce poste par Louis Le Pensec, son rival politique finistérien, en 1988.

#### Député duFinistèrepuis député européen
À sa sortie du gouvernement, Ambroise Guellec est élu député du Finistère en juin 1988. Membre du groupe "Union du centre" de Pierre Méhaignerie, il est secrétaire de la commission de la production et des échanges de l'Assemblée nationale. Il préside la fédération finistérienne du Centre des démocrates sociaux. Tête de liste dans le Finistère lors des élections régionales de 1992, il est élu conseiller régional de Bretagne et devient vice-président du Conseil régional et préside l'Agence de l'eau Loire-Bretagne jusque 2004.
Il est réélu dès le premier tour à la députation en 1993. En novembre 1995, il est rapporteur d'une mission d'information parlementaire sur l'eau, qui annonce le doublement du prix de l'eau en France, de par le coût élevé des investissements imposés par les normes européennes pour préserver l'environnement. Il met en avant le coût de ces mesures pour les collectivités territoriales.
Il est battu aux élections législatives de 1997, puis aux élections sénatoriales de 1998, la gauche profitant des divisions de la droite finistérienne. Après avoir rejoint l'UMP en 2002, il est élu député européen en 2004. Il est notamment rapporteur sur le quatrième rapport sur la cohésion économique et sociale de la Commission.
Il est nommé officier dans l'Ordre national de la Légion d'honneur en avril 2010.

## Mandats
Parlement européen
- 2004-2009 : député européen du Grand Ouest (groupe PPE)

Assemblée nationale
- 12 juin 1988 au 21 avril 1997 : député de la septième circonscription du Finistère (UDC puis UDF)

Conseil régional de Bretagne
- de 1982 à 1986 : Conseiller régional
- de 1992 à 2004 : vice-président
- de 2004 à 2010 : Conseiller régional

Commune de Peumerit
- 1971-1977 : Conseiller municipal

Commune de Pouldreuzic
- 1977-1979 : conseiller municipal
- 1979-2008 : maire

## Fonction gouvernementale
- Secrétaire d'État à la Mer du gouvernement Jacques Chirac (2) (du 20 mars 1986 au 10 mai 1988)

## Autres fonctions
- Président du Comité de bassin Loire-Bretagne de 1987 à 2008

## Décorations
- Officier de la Légion d'honneur en 2009, au titre du Premier ministre[13] ; (chevalier en 1999 au titre du ministère de la Fonction publique, de la Réforme de l'État et de la Décentralisation)[14]
- Commandeur de l'ordre du Mérite maritime en 1986, de droit en tant que secrétaire d'État chargé de la Mer[15].